# 1958년
1958년은 수요일로 시작하는 평년이다.

## 사건
- 2월 1일 - 아랍 연합 공화국이 시리아와 이집트에 의해서 수립되다.
- 2월 6일 - 뮌헨 비행기 참사.
- 2월 16일 - 창랑호가 조선민주주의인민공화국에 납치된 후 평양순안국제공항에 강제 착륙하였다.
- 2월 25일 - 진보당이 소멸되다.
- 8월 17일 - 미국 공군의 우주 탐사선인 파이어니어 0호가 발사되다.
- 8월 23일 - 진먼 포격전 시작
- 8월 29일 - 중화인민공화국, 농촌의 사회생활 및 행정조직의 기초단위인 인민공사 설립.
- 9월 26일 - 미얀마(구 버마)의 네 윈 장군, 군사쿠데타로 집권.
- 9월 28일 - 프랑스, 국민투표 통해 제5공화국 헌법 승인.
- 10월 1일 - 대한민국, 태국과 수교하였다.
- 10월 2일 - 기니 독립.
- 10월 5일 - 프랑스, 제5공화국 출범.
- 10월 28일 - 교황 요한 23세 즉위.
- 12월 12일 - 기니, 유엔 가입.

## 문화
- 3월 2일 - 중화인민공화국 베이징 수도 국제공항 개항.
- 3월 5일 - 익스플로러 2호가 발사되었다.
- 4월 4일 - 대한극장이 개관하다.
- 6월 8일 - 스웨덴에서 1958년 FIFA 월드컵이 개막하였다.
- 6월 23일 - 네덜란드 개혁 교회가 여성 성직자를 받아들이다.
- 7월 29일 - 미국에서 NASA가 발족하다.
- 8월 3일 - 미국의 핵잠수함 노틸러스 호가 처음으로 북극점을 통과하다.
- 8월 25일 - 안도 모모후쿠가 처음으로 인스턴트 라면을 개발하다.
- 8월 27일 - 소련, 두 마리의 개를 태운 우주선 스푸트니크 3호 발사.
- 9월 2일 - CCTV가 정식 방송을 시작했다.

## 탄생

### 1월
- 1월 1일
  - 대한민국의 정치인 장경식.
  - 대한민국의 가수, 작사가, 작곡가 여진.
- 1월 4일
  - 대한민국의 정치인 이경일.
  - 일본의 만화가 미타 노리후사.
  - 잉글랜드의 배우 줄리언 샌즈. (~2023년)
  - 미국의 배우 맷 프루어.
- 1월 5일
  - 대한민국의 배우, 무술가 한국일.
  - 대한민국의 기업인 정명준.
- 1월 6일 - 대한민국의 전 기업인 예병태.
- 1월 7일
  - 대한민국의 교사 출신 노동운동가 노옥희. (~2022년)
  - 대한민국의 경제학자, 정치인, 제17·18·19·20대 국회의원 유승민.
- 1월 9일 - 대한민국의 사회운동가 박노해.
- 1월 11일 - 미국의 컨트리 가수 로버트 얼 킨.
- 1월 14일 - 대한민국의 배우 유식.
- 1월 15일 - 대한민국의 정치인, 기초자치단체장 고남석.
- 1월 16일 - 대한민국의 성우 박기량.
- 1월 18일
  - 대한민국의 정치인, 제16·17·18·19·20대 국회의원 심재철.
  - 프랑스의 전 축구 선수, 현 축구 감독 베르나르 젱기니.
- 1월 20일
  - 대한민국의 가수 이승현.
  - 일본의 정치인 신도 요시타카.
- 1월 21일 - 대한민국의 정치인 김부겸.
- 1월 22일 - 대한민국의 연출가 이진석.
- 1월 23일 - 소련의 해머던지기 선수 세르게이 리트비노프. (~2018년)
- 1월 24일 - 대한민국의 공무원 김현준.
- 1월 26일 - 미국의 희극인, 방송인 엘런 드제너러스.
- 1월 27일 - 대한민국의 배우 장미희.
- 1월 28일 - 대한민국의 공무원 최원영.
- 1월 30일 - 일본의 엔카 가수 이시카와 사유리.

### 2월
- 2월 1일
  - 대한민국의 정치인 조광한.
  - 홍콩의 영화 배우 양가휘.
  - 일본의 성우 호리카와 료.
- 2월 2일 - 미국의 영화감독, 영화배우 더글러스 맥그라스. (~2022년)
- 2월 3일 - 미국의 경제학자 그레고리 맨큐.
- 2월 4일
  - 대한민국의 기업인, 정치인 김민찬.
  - 일본의 소설가 히가시노 게이고.
- 2월 5일
  - 대한민국의 정치인 이달호. (~2024년)
  - 대한민국의 미스코리아, 배우 홍여진.
- 2월 6일 - 대한민국의 성우 유남희.
- 2월 8일 - 대한민국의 가수 김현준.
- 2월 9일 - 영국 스코틀랜드의 골프 선수 샌디 라일.
- 2월 10일 - 대한민국의 정치인 정병국.
- 2월 11일 - 일본의 전 축구 선수 요시다 히로시.
- 2월 13일 - 스웨덴의 배우 페르닐라 아우구스트.
- 2월 15일
  - 대한민국의 가수 신형원.
  - 이란계 미국의 배우 숀 토브.
- 2월 16일 - 미국의 래퍼, 배우 아이스-T.
- 2월 18일 - 대한민국의 가수 김현식. (~1990년)
- 2월 19일 - 대한민국의 아나운서 송인득. (~2007년)
- 2월 22일 - 튀니지의 정치인, 법학자, 법학 교수 카이스 사이에드.
- 2월 25일 - 대한민국의 정치인 권기재.
- 2월 26일
  - 대한민국의 배우 주진모.
  - 프랑스의 소설가 미셸 우엘베크.

### 3월
- 3월 2일 - 영국 웨일스의 골프 선수 이언 우즈넘.
- 3월 3일
  - 영국의 배우 미란다 리처드슨.
  - 미국의 축구 선수 밥 브래들리.
- 3월 4일
  - 대한민국의 전 야구 선수 인호봉. (~2021년)
  - 미국의 정치인 티나 스미스.
- 3월 5일 - 대한민국의 기업인 류찬.
- 3월 6일 - 대한민국의 배우 김승현.
- 3월 7일 - 잉글랜드의 배우 및 희극인 릭 메이올. (~2014년)
- 3월 8일
  - 대한민국의 희극인 최병서.
  - 일본의 만화가 · 동인작가 시게노 슈이치.
- 3월 9일 - 대한민국의 정치인 김재윤.
- 3월 10일
  - 미국의 영화배우 샤론 스톤.
  - 일본의 배우, 성우 야나카 히로시.
- 3월 11일
  - 대한민국의 축구 해설자 신문선.
  - 일본의 작곡가, 싱어송라이터 오다 테츠로.
- 3월 12일
  - 대한민국의 뮤지컬 배우 남경읍.
  - 대한민국의 정치인, 국회의원 엄태영.
- 3월 14일 - 모나코의 왕자 알베르 2세.
- 3월 17일
  - 대한민국의 시사평론가, 교수, 방송인 이봉규.
  - 대한민국의 정치가 전병헌.
- 3월 18일 - 중국의 영화 감독 펑샤오강.
- 3월 19일 - 일본의 성우 나카타 가즈히로.
- 3월 20일
  - 대한민국의 전 축구 선수 김태환.
  - 미국의 배우 홀리 헌터.
- 3월 21일 - 영국의 배우 게리 올드먼.
- 3월 23일
  - 대한민국의 방송인 왕영은.
  - 몬산토의 기업인 휴 그랜트.
- 3월 25일
  - 대한민국의 공무원 신제윤.
  - 미국의 기업인 에이미 파스칼.
  - 미국의 정치인 존 엔사인.
- 3월 27일
  - 대한민국의 법조인, 정치인 심규철.
  - 잉글랜드의 배우 에이드리언 롤린스.

### 4월
- 4월 2일 - 대한민국의 배우 송영창.
- 4월 3일
  - 미국의 배우 앨릭 볼드윈.
  - 대한민국의 희극인 정명재.
  - 대한민국의 아나운서 한광섭.
  - 대한민국의 정치인, 제47·48대 무안군수 김산.
- 4월 7일 - 일본의 성우 아다치 시노부.
- 4월 8일 - 대한민국의 기업인 이미경.
- 4월 10일 - 대한민국의 정치인 김양희.
- 4월 12일 - 미국의 모델 J. 알렉산더.
- 4월 14일
  - 영국의 영화 감독 피터 카팔디.
  - 일본의 배우 사쿠라다 준코.
- 4월 17일 - 대한민국의 정치인 이진용.
- 4월 18일 - 스페인의 전 축구 선수 산티아고 우르키아가.
- 4월 19일 - 대한민국의 희극인 주병진.
- 4월 21일
  - 미국의 배우 앤디 맥다월.
  - 일본의 만화가 우스이 요시토. (~2009년)
- 4월 23일 - 아프가니스탄의 무자헤딘 지휘관 겸 정치인 압둘 하크.
- 4월 25일 - 대한민국의 대학 교수 임경숙.
- 4월 28일 - 일본의 언론인 우에무라 다카시.
- 4월 29일 - 미국의 배우 미셸 파이퍼.

### 5월
- 5월 2일
  - 아일랜드의 전 축구 선수, 현 축구 감독 데이비드 오리어리.
  - 일본의 방송 작가, 작사가, 영화 감독 아키모토 야스시.
- 5월 4일 - 미국의 예술가 키스 해링. (~1990년)
- 5월 5일 - 대한민국의 바둑 기사 서능욱.
- 5월 7일 - 일본의 정치인 아카바 가즈요시.
- 5월 8일 - 대한민국의 전 야구 선수, 현 야구 감독 김시진.
- 5월 9일
  - 대한민국의 배우 김혜옥.
  - 대한민국의 배우 겸 정치인 여균동.
- 5월 10일 - 일본의 레슬링 선수 이리에 다카시.
- 5월 11일
  - 대한민국의 정치인 이종석.
  - 일본의 기독교 음악가 쿠메 사유리.
- 5월 12일 - 스위스의 영화음악 작곡가 니키 라이저.
- 5월 15일 - 대한민국의 사회기관단체인 노옥희. (~2022년)
- 5월 17일
  - 대한민국의 가수 김창익. (~2008년)
  - 잉글랜드의 싱어송라이터 폴 디애노. (~2024년)
- 5월 18일 - 대한민국의 전 야구 선수, 현 야구 코치 김성한.
- 5월 21일 - 미국의 수학자 커티스 맥멀린.
- 5월 23일 - 대한민국의 정치인 김성태.
- 5월 24일 - 대한민국의 전 야구 선수 최동원. (~2011년)
- 5월 26일
  - 대한민국의 전 축구 선수 조병득.
  - 일본의 정치인 곤도 쇼이치.
- 5월 28일
  - 대한민국의 가수 전영.
  - 대한민국의 배우 오미희.
- 5월 29일 - 미국의 배우 아네트 베닝.
- 5월 30일 - 대한민국의 가수, MC 임백천.
- 5월 31일 - 대한민국의 가톨릭 신부 차동엽.

### 6월
- 6월 2일 - 미국의 프로레슬링 선수 렉스 루거.
- 6월 3일 - 대한민국 언론인, 정치인 정필모.
- 6월 4일
  - 대한민국의 배우 이배국.
  - 대한민국의 군인 엄현성.
- 6월 5일
  - 대한민국의 가수 김윤호. (~2021년)
  - 대한민국의 희극인 박세민.
- 6월 7일 - 미국의 가수 프린스. (~2016년)
- 6월 9일 - 대한민국의 아나운서 변창립.
- 6월 10일 - 일본의 게임 크리에이터 스즈키 유.
- 6월 12일 - 대한민국의 전문직업인 서동진.
- 6월 14일
  - 대한민국의 정치인 성낙인.
  - 독일의 총리 올라프 숄츠.
  - 대한민국의 방송인 김흥수.
- 6월 16일 - 대한민국의 배우 이경영.
- 6월 19일 - 인도네시아의 작가, 저널리스트, 사진가 세노 구미라 아지다르마.
- 6월 21일 - 대한민국의 제20대 경찰청장 이철성.
- 6월 22일 - 미국의 배우, 프로듀서, 작가, 감독 브루스 캠벨.

### 7월
- 7월 1일 - 일본의 프로듀서, 평론가, 문필가, 사업가 오카다 토시오.
- 7월 2일
  - 베트남 태생의 피아니스트 당타이선.
  - 대한민국의 정치인 박남춘.
  - 대한민국의 정치인 정찬민.
  - 리히텐슈타인의 축구 선수 라이너 하슬러. (~2014년)
- 7월 3일
  - 대한민국의 배우 이원발.
  - 독일의 기업인이자 화학기업 바스프의 회장 쿠르트 보크.
- 7월 8일
  - 미국의 배우 케빈 베이컨.
  - 이스라엘의 정치인 치피 리브니.
- 7월 10일 - 미국의 가수 베이비페이스.
- 7월 11일 - 멕시코의 전 축구 선수, 현 축구 감독 우고 산체스.
- 7월 12일 - 대한민국의 교육인 정병걸.
- 7월 15일 - 대한민국의 의사 박상은. (~2023년)
- 7월 17일 - 홍콩의 영화감독 왕가위.
- 7월 19일 - 일본의 작곡가 노미 유지.
- 7월 21일 - 대한민국의 가수 하덕규.
- 7월 22일 - 일본의 야구 선수, 야구 감독 하라 다쓰노리.
- 7월 24일 - 대한민국의 군인, 정치인 신원식.
- 7월 26일 - 대한민국의 정치인, 법조인 이성재.
- 7월 27일 - 대한민국의 전 아나운서 정미홍. (~2018년)
- 7월 28일 - 캐나다의 스포츠 선수 테리 폭스.
- 7월 29일 - 대한민국의 배우 김보미.
- 7월 30일
  - 대한민국의 배우 이용이.
  - 영국의 가수 케이트 부시.

### 8월
- 8월 2일 - 일본의 성우 하야미 쇼.
- 8월 3일 - 일본의 바둑 기사 가타오카 사토시.
- 8월 4일 - 미국의 육상 선수 그레그 포스터. (~2023년)
- 8월 5일
  - 대한민국의 성우, 희극인 성창수. (~2024년)
  - 벨라루스의 정치인 블라디미르 마케이. (~2022년)
- 8월 8일 - 대한민국의 가수 설운도.
- 8월 10일
  - 대한민국의 전 야구 선수 장정기.
  - 대한민국의 공무원 김주현.
- 8월 12일 - 일본의 바둑 기사 야마시로 히로시.
- 8월 14일 - 대한민국의 배우 최민금.
- 8월 15일
  - 대한민국의 야구 선수 강흠덕.
  - 대한민국의 해양인 문성혁.
- 8월 16일
  - 미국의 가수, 댄서, 음반 제작가, 배우 마돈나.
  - 미국의 배우 앤절라 배싯.
  - 대한민국의 배우 이원재.
  - 프랑스의 양자물리학자 안 륄리에.
- 8월 20일
  - 대한민국의 가수 남궁옥분.
  - 미국의 영화감독 데이비드 O. 러셀.
- 8월 22일 - 대한민국의 성우 백순철. (~2011년)
- 8월 23일 - 대한민국의 기업인 이영호.
- 8월 25일 - 미국의 영화 감독 팀 버튼.
- 8월 26일
  - 대한민국의 전 정치인, 사회운동가 김종문.
  - 이탈리아의 좌익 정치인, 성소수자 운동가 니키 벤돌라.
- 8월 27일
  - 대한민국의 배우 강남길.
  - 대한민국의 정치인 이종갑.
  - 미국의 정치인 캐시 호컬.
- 8월 29일
  - 미국의 가수, 댄서, 음반 제작가, 배우, 사업가, 자선가 마이클 잭슨. (~2009년)
  - 일본의 배우, 모델 타루미 토타.
- 8월 30일 - 러시아의 기자 안나 폴릿콥스카야.

### 9월
- 9월 1일 - 대한민국의 정치인 김원기.
- 9월 4일 - 일본의 전 축구 선수 데즈카 사토시.
- 9월 5일 - 대한민국의 국방인 박찬주.
- 9월 6일
  - 대한민국의 성우 이미자.
  - 대한민국의 군인 전인범.
- 9월 8일
  - 대한민국의 군인 한주호. (~2010년)
  - 일본의 성우 미야모토 미츠루.
- 9월 10일 - 미국의 영화감독, 각본가 크리스 콜럼버스.
- 9월 11일 - 미국의 정치인 린 로저스.
- 9월 14일 - 대한민국의 가수 이명훈.
- 9월 15일 - 대한민국의 아나운서 유애리.
- 9월 16일 - 웨일스의 전 축구 선수 네빌 사우스올.
- 9월 18일 - 대한민국의 공무원, 정치인 최창용.
- 9월 19일
  - 대한민국의 전 야구 선수, 현 야구 감독 이만수.
  - 대한민국의 정치인, 변호사 심재환.
- 9월 20일 - 리투아니아의 육상 선수 레미기유스 발리울리스. (~2023년)
- 9월 21일 - 대한민국의 전문직업인 강도현.
- 9월 22일
  - 대한민국의 언론인 김창옥.
  - 이탈리아의 테너 가수 안드레아 보첼리.
- 9월 23일 - 대한민국의 언론인 백운기.
- 9월 24일 - 미국의 정치인, 버펄로의 첫 흑인 시장 바이런 브라운.
- 9월 26일 - 잉글랜드의 전직 축구 선수 케니 샌섬.
- 9월 27일 - 대한민국의 정치인 심규섭. (~2002년)

### 10월
- 10월 2일
  - 대한민국의 가수 남궁옥분.
  - 브라질의 심리학자, 정신과 의사, 과학자, 작가 아우구스투 쿠리.
- 10월 4일 - 대한민국의 생물학자 박기영.
- 10월 5일
  - 대한민국의 기업인 조정호.
  - 대한민국의 기초의원 정영태.
  - 대한민국의 학자, 한국노동연구원 원장 박기성.
  - 미국의 배우 겸 희극인 버니 맥. (~2008년)
  - 미국의 천체물리학자 닐 디그래스 타이슨.
- 10월 6일 - 대한민국의 법조인, 정치인 박주원.
- 10월 8일 - 독일의 정치인 우르줄라 폰데어라이엔.
- 10월 9일 - 우크라이나의 기업인, 정치인 유리 보이코.
- 10월 12일 - 대한민국의 정치인 박순자.
- 10월 13일
  - 대한민국의 배우 이동준.
  - 대한민국의 정치인 이정현.
- 10월 14일 - 대한민국의 방송프로듀서 송일준.
- 10월 15일
  - 대한민국의 배우 조형기.
  - 일본의 성우 카츠키 마사코.

- 10월 16일 - 미국의 배우 팀 로빈스.
- 10월 17일
  - 대한민국의 금융인 박현주.
  - 대한민국의 정치인 서주석.
  - 대한민국의 전 군인 박찬주.
  - 미국의 가수 앨런 잭슨.
- 10월 20일 - 미국, 덴마크의 배우 비고 모텐슨.
- 10월 22일 - 대한민국의 법조인 엄태영.
- 10월 23일 - 대한민국의 법조인, 정치인 추미애.
- 10월 24일 - 미국의 군인 빈센트 K. 브룩스.
- 10월 27일 - 영국의 록 가수 사이먼 르 봉. (듀란 듀란)
- 10월 31일 - 프랑스의 사이클 선수 자니 롱고.

### 11월
- 11월 1일 - 대한민국의 야구 선수 김경문.
- 11월 5일
  - 대한민국의 사회복지 출신 정치인 남인순.
  - 미국의 배우 로버트 패트릭.
- 11월 7일 - 대한민국의 연구인, 정치인 이미경.
- 11월 8일
  - 이스라엘의 정치인 요아브 갈란트.
  - 대한민국의 전 금융기관단체인 최효근.
- 11월 9일 - 미국의 영화 각본가, 영화 감독 찰리 코프먼.
- 11월 10일 - 일본의 성우 오이카와 히토미.
- 11월 11일 -대한민국의 법조인 강민구.
- 11월 15일 - 러시아의 정치인 올레크 치르쿠노프.
- 11월 16일 - 대한민국의 가수 김재희.
- 11월 18일 - 대한민국의 명인, 기업인 이하연.
- 11월 20일 - 대한민국의 교육가, 사회운동가 천창수.
- 11월 22일
  - 미국의 배우 제이미 리 커티스.
  - 우크라이나의 기업인 이호르 수르키스.
- 11월 23일 - 대한민국의 성우 최문자.
- 11월 25일
  - 대한민국의 희극인 조정현.
  - 대한민국의 정치인 정양석.
  - 대한민국의 배우 구보석.
- 11월 26일 - 핀란드의 레슬링 선수 타피오 시필래.
- 11월 27일 - 일본의 작곡가, 음악 제작자 코무로 테츠야.
- 11월 28일 - 미국의 미식축구 선수 토드 벨. (~2005년)

### 12월
- 12월 1일
  - 멕시코의 전 축구 선수, 현 축구 감독 하비에르 아기레.
  - 미국의 작가, 칼럼니스트 캔디스 부슈널.
- 12월 2일 - 대한민국의 가수, 작곡가 남일이.
- 12월 3일 - 대한민국의 정치인 김두관.
- 12월 4일 - 조선민주주의인민공화국의 정치인, 대학 교수, 저술가 강명도.
- 12월 6일 - 대한민국의 성우 김준.
- 12월 8일
  - 대한민국의 가수 윤서.
  - 일본의 정치인 하쿠 신쿤.
- 12월 10일 - 일본의 만화가 후쿠모토 노부유키.
- 12월 11일
  - 대한민국의 언론인, 앵커 권재홍.
  - 대한민국의 가수 소명.
  - 대한민국의 전 방송 프로듀서, 언론인 백종문.
  - 미국의 음악가 니키 식스.
- 12월 15일 - 대한민국의 기업가 박지만.
- 12월 16일 - 대한민국의 정치인, 18대·20대 국회의원 김성식.
- 12월 18일 - 이라크의 축구 선수, 축구 감독 나딤 샤케르. (~2020년)
- 12월 19일
  - 대한민국의 언론인, 수필가 김상운.
  - 대한민국의 법조인 길태기.
- 12월 20일 - 대한민국의 정치평론가 황태순.
- 12월 21일 - 대한민국의 공무원, 기업인 이호철.
- 12월 22일 - 대한민국의 정치인 이병환.
- 12월 23일 - 대한민국의 아나운서, 대학 교수 신은경.
- 12월 25일 - 미국의 전 야구 선수 리키 헨더슨. (~2024년)
- 12월 26일
  - 대한민국의 공무원 성용락.
  - 영국의 포뮬러원 엔지니어 에이드리언 뉴이.
- 12월 27일 - 대한민국의 축구 해설자 이용수.
- 12월 28일 - 미국의 가수 조 디피.
- 12월 30일 - 포르투갈의 영화 감독 페드루 코스타.
- 12월 31일 - 대한민국의 성우 강구한.

### 미상
- 대한민국의 언론인 김광일.
- 대한민국의 작곡가, 싱어송라이터 김종률.
- 대한민국의 기상청장 김종석.
- 대한민국의 외무공무원 이경수.
- 대한민국 사업가, 인팩코리아 대표이사 이승현.
- 대한민국의 배우 이원용.
- 미국의 태권도 선수 이대성.
- 대한민국의 패션디자이너 이효재.
- 대한민국의 제51대 대전지방법원장, 법조인 조인호.
- 일본의 대학 교수 이케우치 사토시.
- 브라질의 종합 격투기 힉슨 그레이시.
- 대한민국의 경기도 성남시의원 김종수.
- 대한민국의 비올라 연주자 이미경.
- 대한민국의 경상북도 성주군의원 이성재.
- 대한민국의 공무원, 정치인 이종우.
- 대한민국의 경기도 양평군의원 이종화.
- 대한민국의 수학자 정주희.

## 사망

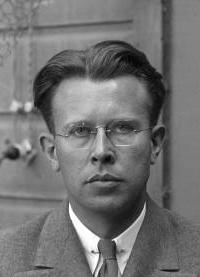
어니스트 로런스

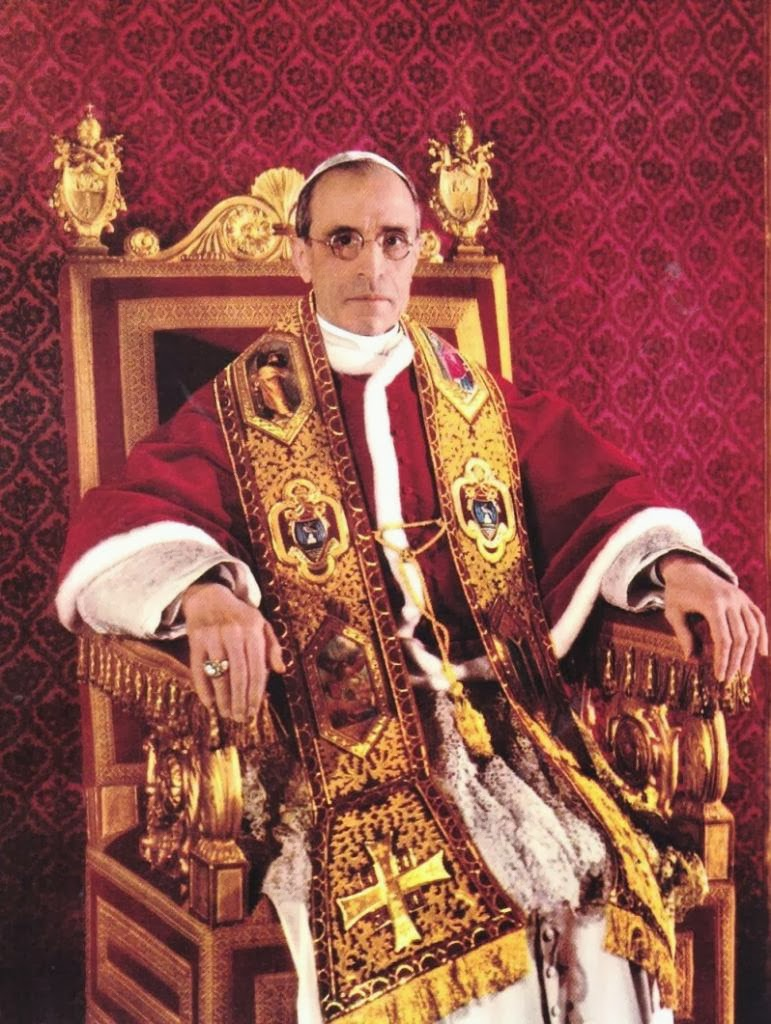
교황 비오 12세

- 1월 2일 - 대한민국의 개신교 목회자 문윤국. (1877년~)
- 3월 9일 - 중국의 경극 배우 청옌치우. (1904년~)
- 4월 18일 - 프랑스의 군인 모리스 가믈랭. (1872년~)
- 6월 9일 - 영국의 영화배우 로버트 도냇. (1905년~)
- 8월 9일 - 대한민국의 독립운동가 차일혁. (1920년~)
- 8월 27일 - 미국의 물리학자 어니스트 로런스. (1901년~)
- 9월 10일 - 일제 강점기의 독립 운동가, 정치인 조소앙. (1887년~)
- 9월 26일 - 대한민국의 언론인 최병우. (1924년~)
- 10월 9일 - 제260대 로마의 교황 교황 비오 12세. (1876년~)
- 11월 11일 - 프랑스의 영화평론가 앙드레 바쟁. (1918년~)

## 노벨상
- 문학상: 보리스 파스테르나크
- 물리학상: 파벨 알렉세예비치 체렌코프, 일리야 프란크, 이고리 탐
- 생리 의학상: 조지 웰스 비들, 에드워드 로리 테이텀, 조슈아 레더버그
- 평화상: 도미니크 피르
- 화학상: 프레더릭 생어

## 달력
| 1월 |    |    |    |    |    |    |
| 일  | 월 | 화 | 수 | 목 | 금 | 토 |
|     |    |    | 1  | 2  | 3  | 4  |
| 5   | 6  | 7  | 8  | 9  | 10 | 11 |
| 12  | 13 | 14 | 15 | 16 | 17 | 18 |
| 19  | 20 | 21 | 22 | 23 | 24 | 25 |
| 26  | 27 | 28 | 29 | 30 | 31 |    |

| 2월 |    |    |    |    |    |    |
| 일  | 월 | 화 | 수 | 목 | 금 | 토 |
|     |    |    |    |    |    | 1  |
| 2   | 3  | 4  | 5  | 6  | 7  | 8  |
| 9   | 10 | 11 | 12 | 13 | 14 | 15 |
| 16  | 17 | 18 | 19 | 20 | 21 | 22 |
| 23  | 24 | 25 | 26 | 27 | 28 |    |

| 3월 |    |    |    |    |    |    |
| 일  | 월 | 화 | 수 | 목 | 금 | 토 |
|     |    |    |    |    |    | 1  |
| 2   | 3  | 4  | 5  | 6  | 7  | 8  |
| 9   | 10 | 11 | 12 | 13 | 14 | 15 |
| 16  | 17 | 18 | 19 | 20 | 21 | 22 |
| 23  | 24 | 25 | 26 | 27 | 28 | 29 |
| 30  | 31 |    |    |    |    |    |

| 4월 |    |    |    |    |    |    |
| 일  | 월 | 화 | 수 | 목 | 금 | 토 |
|     |    | 1  | 2  | 3  | 4  | 5  |
| 6   | 7  | 8  | 9  | 10 | 11 | 12 |
| 13  | 14 | 15 | 16 | 17 | 18 | 19 |
| 20  | 21 | 22 | 23 | 24 | 25 | 26 |
| 27  | 28 | 29 | 30 |    |    |    |

| 5월 |    |    |    |    |    |    |
| 일  | 월 | 화 | 수 | 목 | 금 | 토 |
|     |    |    |    | 1  | 2  | 3  |
| 4   | 5  | 6  | 7  | 8  | 9  | 10 |
| 11  | 12 | 13 | 14 | 15 | 16 | 17 |
| 18  | 19 | 20 | 21 | 22 | 23 | 24 |
| 25  | 26 | 27 | 28 | 29 | 30 | 31 |

| 6월 |    |    |    |    |    |    |
| 일  | 월 | 화 | 수 | 목 | 금 | 토 |
| 1   | 2  | 3  | 4  | 5  | 6  | 7  |
| 8   | 9  | 10 | 11 | 12 | 13 | 14 |
| 15  | 16 | 17 | 18 | 19 | 20 | 21 |
| 22  | 23 | 24 | 25 | 26 | 27 | 28 |
| 29  | 30 |    |    |    |    |    |

| 7월 |    |    |    |    |    |    |
| 일  | 월 | 화 | 수 | 목 | 금 | 토 |
|     |    | 1  | 2  | 3  | 4  | 5  |
| 6   | 7  | 8  | 9  | 10 | 11 | 12 |
| 13  | 14 | 15 | 16 | 17 | 18 | 19 |
| 20  | 21 | 22 | 23 | 24 | 25 | 26 |
| 27  | 28 | 29 | 30 | 31 |    |    |

| 8월 |    |    |    |    |    |    |
| 일  | 월 | 화 | 수 | 목 | 금 | 토 |
|     |    |    |    |    | 1  | 2  |
| 3   | 4  | 5  | 6  | 7  | 8  | 9  |
| 10  | 11 | 12 | 13 | 14 | 15 | 16 |
| 17  | 18 | 19 | 20 | 21 | 22 | 23 |
| 24  | 25 | 26 | 27 | 28 | 29 | 30 |
| 31  |    |    |    |    |    |    |

| 9월 |    |    |    |    |    |    |
| 일  | 월 | 화 | 수 | 목 | 금 | 토 |
|     | 1  | 2  | 3  | 4  | 5  | 6  |
| 7   | 8  | 9  | 10 | 11 | 12 | 13 |
| 14  | 15 | 16 | 17 | 18 | 19 | 20 |
| 21  | 22 | 23 | 24 | 25 | 26 | 27 |
| 28  | 29 | 30 |    |    |    |    |

| 10월 |    |    |    |    |    |    |
| 일   | 월 | 화 | 수 | 목 | 금 | 토 |
|      |    |    | 1  | 2  | 3  | 4  |
| 5    | 6  | 7  | 8  | 9  | 10 | 11 |
| 12   | 13 | 14 | 15 | 16 | 17 | 18 |
| 19   | 20 | 21 | 22 | 23 | 24 | 25 |
| 26   | 27 | 28 | 29 | 30 | 31 |    |

| 11월 |    |    |    |    |    |    |
| 일   | 월 | 화 | 수 | 목 | 금 | 토 |
|      |    |    |    |    |    | 1  |
| 2    | 3  | 4  | 5  | 6  | 7  | 8  |
| 9    | 10 | 11 | 12 | 13 | 14 | 15 |
| 16   | 17 | 18 | 19 | 20 | 21 | 22 |
| 23   | 24 | 25 | 26 | 27 | 28 | 29 |
| 30   |    |    |    |    |    |    |

| 12월 |    |    |    |    |    |    |
| 일   | 월 | 화 | 수 | 목 | 금 | 토 |
|      | 1  | 2  | 3  | 4  | 5  | 6  |
| 7    | 8  | 9  | 10 | 11 | 12 | 13 |
| 14   | 15 | 16 | 17 | 18 | 19 | 20 |
| 21   | 22 | 23 | 24 | 25 | 26 | 27 |
| 28   | 29 | 30 | 31 |    |    |    |

### 음양력 대조 일람
| 음력월 | 월건 | 대소 | 음력 1일의 양력 월일 | 음력 1일 간지 |
| ------ | ---- | ---- | -------------------- | ------------- |
| 1월    | 갑인 | 소   | 2월 19일             | 정묘          |
| 2월    | 을묘 | 대   | 3월 20일             | 병신          |
| 3월    | 병진 | 대   | 4월 19일             | 병인          |
| 4월    | 정사 | 소   | 5월 19일             | 병신          |
| 5월    | 무오 | 대   | 6월 17일             | 을축          |
| 6월    | 기미 | 소   | 7월 17일             | 을미          |
| 7월    | 경신 | 소   | 8월 15일             | 갑자          |
| 8월    | 신유 | 대   | 9월 13일             | 계사          |
| 9월    | 임술 | 소   | 10월 13일            | 계해          |
| 10월   | 계해 | 대   | 11월 11일            | 임진          |
| 11월   | 갑자 | 소   | 12월 11일            | 임술          |
| 12월   | 을축 | 대   | 1959년 1월 9일       | 신묘          |